# Mike Harris (pilote)
Ne doit pas être confondu avec Mike Harris (basket-ball) ou Mike Harris.
Pour les articles homonymes, voir Harris.
Pas d'image ? Cliquez ici
Mike Harris, de son nom de naissance Michael Harris, né le 25 mai 1939 à Mufulira en Rhodésie du Nord et mort le 8 novembre 2021 à Durban (Afrique du Sud), est un pilote automobile sud-africain. 

## Biographie
Mike Harris est  né le 25 mai 1939 à Mufulira en Rhodésie du Nord.
Il dispute le Grand Prix automobile d'Afrique du Sud 1962 à titre privé au volant d'une Cooper T53 ; qualifié quinzième, il  abandonne à cause de problèmes de direction. 
La même année, il s'engage également aux Grands Prix du Rand et du Natal ; il échoue à se qualifier au premier puis, pour le second, abandonne après une crevaison.
Mike Harris est mort le 8 novembre 2021 à Durban (Afrique du Sud). 

## Résultats en championnat du monde de Formule 1
| Saison | Écurie | Châssis    | Moteur         | Pneus  | GP disputés | Points inscrits | Classement |
| ------ | ------ | ---------- | -------------- | ------ | ----------- | --------------- | ---------- |
| 1962   | Privé  | Cooper T53 | Alfa Romeo L4c | Dunlop | 1           | 0               | n.c.       |